# 코르출라섬

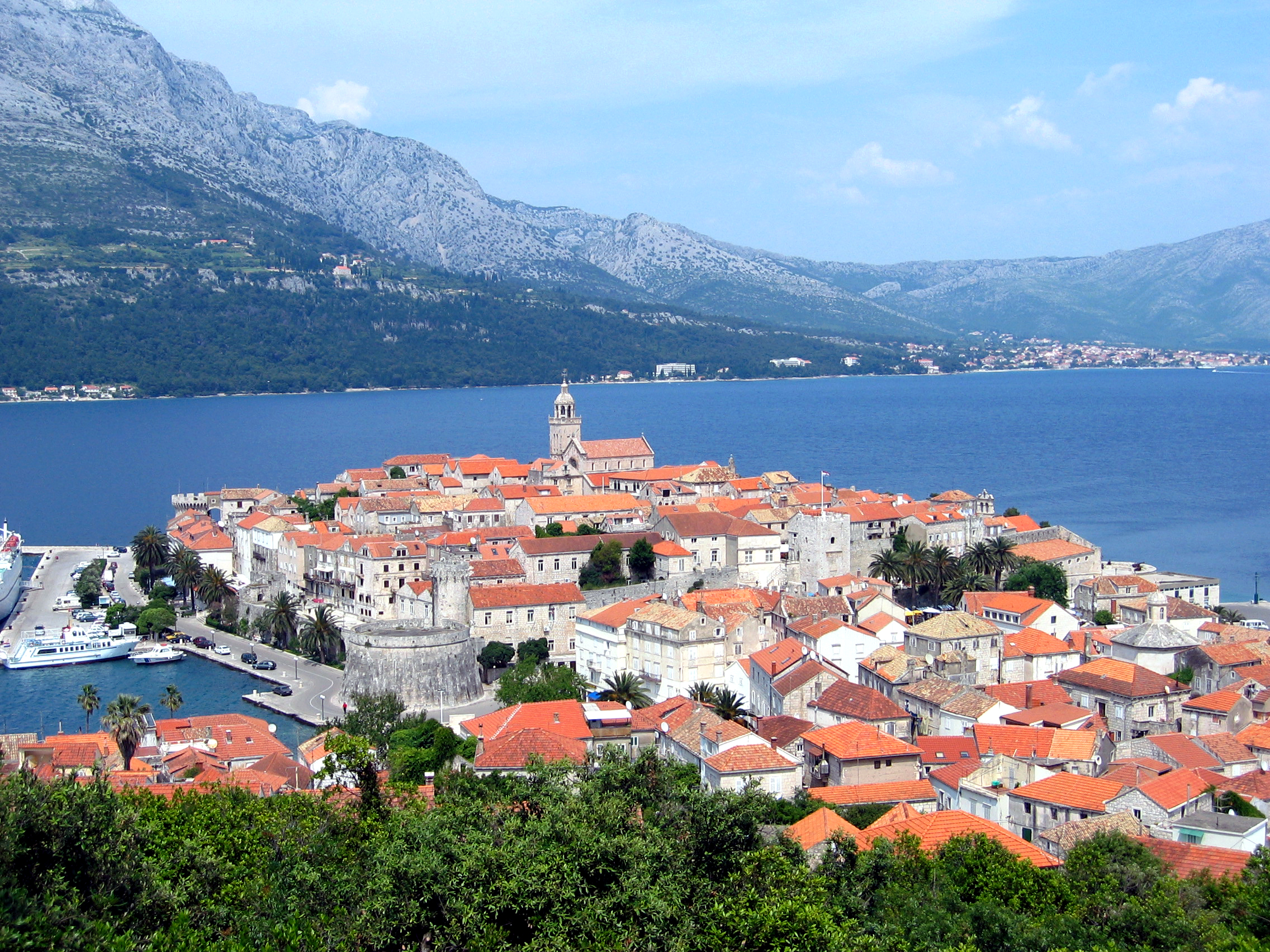
코르출라섬에 있는 마을

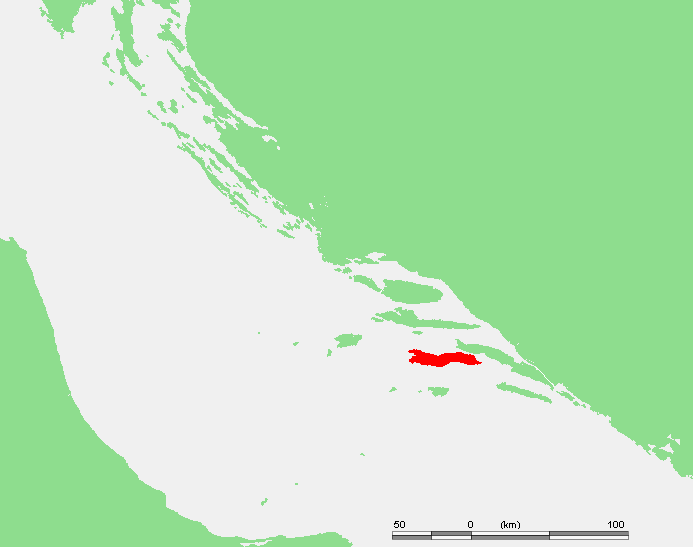
코르출라섬의 위치

코르출라섬(크로아티아어: Korčula, 그리스어: Κορκυρα Μελαινα, 라틴어: Corcyra Nigra 또는 Korkyra Melaina, 옛 슬라브어: Krkar, 이탈리아어와 베네토어: Curzola)는 아드리아해에 위치한 크로아티아의 섬이다.
행정 구역상으로는 두브로브니크네레트바주에 속하며 면적은 279km2, 인구는 16,182명(2001년 기준), 최장 길이는 46.8km, 최대 넓이는 7.8km, 최고점은 568m이다. 크로아티아인(96.77%)이 섬 전체 인구의 다수를 차지한다. 펠레샤츠 해협을 사이에 두고 펠레샤츠반도(Pelješac)와 떨어져 있다.

## 역사
기원전 6세기에 케르키라섬(코르푸)에서 온 그리스인들(코르키라인들)의 식민 도시로 건설되었으며 나중에 로마 제국의 지배를 받게 된다. 6세기부터는 비잔티움 제국의 지배를 받았고 998년에는 코르출라섬에 있던 파가니아 공국이 베네치아 공화국의 지배를 받게 된다.
1214년에는 코르출라 법전의 초안이 작성되었다. 1221년에는 교황 호노리오 3세가 크로아티아의 귀족인 슈비치가(Šubić) 출신의 크르카(Krka) 공작에게 코르출라섬을 양도했다. 13세기에는 헝가리의 지배를 받았으며 1300년에는 교황 보니파시오 8세가 두브로브니크 대주교구 산하 코르출라 주교구를 설치했다.
1409년에는 베네치아 공화국에 편입되었으며 1413년부터 1417년까지는 라구사 공화국의 지배를 받았다. 1420년에는 베네치아 공화국이 코르출라섬을 탈환했다. 1571년에 일어난 레판토 해전에서 코르출라섬은 베네치아 공화국이 오스만 제국의 공격으로부터 방어하는 역할을 했다.
1797년 베네치아 공화국이 소멸되면서 오스트리아 합스부르크 군주국의 지배를 받았다. 1806년부터 1814년까지는 나폴레옹 보나파르트가 이끌던 프랑스의 지배를 받았지만 나중에 오스트리아에 반환되었다. 1918년 제1차 세계 대전의 종전과 함께 오스트리아-헝가리 제국이 소멸되면서 이탈리아에 편입되었다. 1945년 제2차 세계 대전의 종전과 함께 유고슬라비아에 편입되었다.

## 같이 보기
- 케르키라섬
- 크로아티아
- 달마티아
- 두브로브니크네레트바주
- 베네치아 공화국